# Eudistoma magnum
Eudistoma magnum är en sjöpungsart som beskrevs av Médioni 1968. Eudistoma magnum ingår i släktet Eudistoma och familjen Polycitoridae. Inga underarter finns listade i Catalogue of Life.